# 사대장
사대장(四大將, 라틴어: quadrumvirus, 이탈리아어: quadrumviri)은 본래 고대 로마에서 경찰권과 사법권을 가진 네 명의 시민을 가리키는 말이었다. 그들은 원로원에 의해 선출되었다.
한참 뒤인 20세기에 이탈리아 파시즘이 시작될 무렵 베니토 무솔리니의 1922년 10월 로마 진군에서 두각을 나타낸 네 명의 지도자를 사대장이라고 불렀는데, 이들 네 명은 모두 무솔리니 아래에서 파시스트당의 핵심적 위치에 있었으며, 파시스트 독재 당시 정치 및 전쟁에 있어 깊숙히 관여했다.
- 미켈레 비앙키: 노동조합운동가.
- 에밀리오 데 보노: 제1차 세계 대전 참전 장군
- 체자레 마리아 데 베키: 하원의원이며 식민지 행정가
- 이탈로 발보: 검은 셔츠단 지도자였으며 무솔리니의 잠재적 후계자

## 같이 보기
- 파시즘 대평의회